# Горам (Њу Хемпшир)
Горам (енгл. Gorham) насељено је место без административног статуса у америчкој савезној држави Њу Хемпшир.

## Демографија
По попису из 2010. године број становника је 1.600, што је 173 (-9,8%) становника мање него 2000. године.
| Група             | 2000.         | 2010.         |
| Белци             | 1.721 (97,1%) | 1.539 (96,2%) |
| Афроамериканци    | 1 (0,1%)      | 0 (0,0%)      |
| Азијати           | 18 (1,0%)     | 25 (1,6%)     |
| Хиспаноамериканци | 7 (0,4%)      | 13 (0,8%)     |
| Укупно            | 1.773         | 1.600         |